# グランツーリスモ ワールドシリーズ
グランツーリスモ ワールドシリーズ（英: Gran Turismo World Series 略称: GTWS）は、ポリフォニー・デジタルが主催するeスポーツのトーナメントシリーズである。競技はグランツーリスモシリーズを用いて行われる。2021年までは、FIA グランツーリスモ チャンピオンシップ（英: FIA Certified Gran Turismo Championships 略称: FIA GTC）として開催されていた。

## 概要
グランツーリスモ ワールドシリーズには、「ネイションズカップ」と「マニュファクチャラーズカップ」の2種類のトーナメントがある。両トーナメントは『グランツーリスモ7』のスポーツモードで行われ、ドライバーのレーティングに基づきGT1、GT2、GT3の3つのリーグに分かれる。そのうち、上位リーグのGT1に参加しているドライバーのみがワールドファイナルの選抜対象となる。
ネイションズカップでは、住んでいる国や地域からオンラインシリーズに参加しポイントを獲得していく。シーズン終了後、欧州/中東/アフリカ地区、北米地区、中南米地区、アジア地区、オセアニア地区の5つの地区から、成績上位の12ヵ国がワールドファイナルに進出する。ドライバーは各国のランキング上位3名が選抜される。
マニュファクチャラーズカップでは、プレイヤーが選択した自動車メーカーからオンラインシリーズに参加しポイントを獲得していく。シーズン終了後、マニュファクチャラーランキング上位の9メーカーと、オフィシャルパートナーのトヨタ、マツダ、ジェネシスの計12メーカーがワールドファイナルに進出する。ドライバーは、欧州/中東/アフリカ地区、北米/中南米地区、アジア/オセアニア地区の3つの地区からランキング上位1名が選抜される。
大会の模様はYouTubeのグランツーリスモ公式チャンネルにて、英語・日本語を含む計7か国語で生配信されている。
| 言語         | プレゼンター               | 備考                                                   |
| ------------ | -------------------------- | ------------------------------------------------------ |
| 英語         | ジミー・ブロードベント     |                                                        |
| 英語         | トム・ブルックス           |                                                        |
| 英語         | ジュリア・ハーディ         | 大会総合司会担当                                       |
| ドイツ語     | ミシェル・ウォルク         |                                                        |
| ドイツ語     | フロリアン・シュトラウス   |                                                        |
| フランス語   | ドナルド・レヌー           |                                                        |
| フランス語   | ファビアン・タラクチ       |                                                        |
| イタリア語   | アンドレア・ファキネッティ |                                                        |
| イタリア語   | エミリオ・コッツィ         |                                                        |
| スペイン語   | アルベルト・ペレス         |                                                        |
| スペイン語   | ルーカス・オルドネス       | GTアカデミー2008年受講生                               |
| ポルトガル語 | ドゥアルテ・フェリックス   |                                                        |
| ポルトガル語 | ゴンサロ・コムス           |                                                        |
| 日本語       | 中島秀之                   | 自動車評論家・フリーアナウンサー                       |
| 日本語       | YAM（山田和輝）            | ポリフォニーデジタル社員、グランツーリスモ・アジア王者 |

## 歴史
2014年6月25日、ポリフォニー・デジタルは国際自動車連盟（FIA）とパートナーシップを締結した。eスポーツ分野においてFIAの認定を受けるのはこれが初めて。また、同時にオンラインチャンピオンシップを2015年に開催することを発表した。
2016年5月20日、『グランツーリスモSPORT』アンヴェイルイベントにて「FIA グランツーリスモ チャンピオンシップ プレシーズン テスト」が行われた。この時は予選などは無く、選手は各国から選抜されてテストが行われた。
翌年の2017年には、『グランツーリスモSPORT』のスポーツモードで「チャンピオンシップ テストシーズン」が開催され、全プレイヤーがチャンピオンシップに参加できるようになった。
テストシーズンが終え、2018年、ポリフォニー・デジタルと国際自動車連盟（FIA）は、「FIA グランツーリスモ チャンピオンシップ（略称: FIA GTC）」を創設、6月19日に開幕した。
2018シリーズでは、シーズン1、シーズン2、ファイナルシーズンと3つのオンラインシーズンが用意された。決勝であるワールドファイナルはモナコで開催され、ネイションズカップではブラジル代表のイゴール・フラガが初代チャンピオンとなり、マニュファクチャラーシリーズでは、川上奏、ビンセント・リガード、タイレル・メドウズが初代チャンピオンとなった。両チャンピオンは、FIA授賞式「FIA GALA」でも表彰された。
2020、2021シリーズでは、新型コロナウイルス感染症の影響でワールドファイナルを含むすべてのレースイベントをオンラインで開催した。また、2020シリーズ ワールドファイナルからTOYOTA GAZOO Racingが主催する「GR Supra GT Cup（現: TOYOTA GAZOO Racing GT Cup）」の決勝大会を併催するようになった（2024年をもって終了）。
2022シリーズでは、採用ゲームタイトルを同年発売された『グランツーリスモ7』へ移行した。
同年、ポリフォニー・デジタルと国際自動車連盟のパートナーシップが一時休止となり、大会名を「グランツーリスモ ワールドシリーズ」へ名称変更した。

## 参加一覧
グランツーリスモ公式サイト「選手権概要」を参照

### 参加国
| 欧州/中東/アフリカ地区 | 欧州/中東/アフリカ地区 | 欧州/中東/アフリカ地区 | 北米地区              | 中南米地区 | アジア地区                                                         | オセアニア地区                  |
| --- | --- | --- | --------------------- | --- | ------------------------------------------------------------------ | ------------------------------- |
| オーストリア バーレーン ベルギー ブルガリア クロアチア チェコ デンマーク フィンランド フランス ドイツ イギリス ギリシャ ハンガリー | アイスランド インド アイルランド イスラエル イタリア クウェート レバノン ルクセンブルク オランダ ノルウェー オマーン ポーランド ポルトガル | カタール ルーマニア サウジアラビア スロバキア スロベニア 南アフリカ スペイン スウェーデン スイス トルコ ウクライナ アラブ首長国連邦 | カナダ アメリカ合衆国 | アルゼンチン ブラジル チリ コロンビア コスタリカ エクアドル エルサルバドル グアテマラ ホンジュラス メキシコ ニカラグア パナマ パラグアイ ペルー ウルグアイ | 中国 香港 インドネシア 日本 韓国 マレーシア シンガポール 台湾 タイ | オーストラリア ニュージーランド |

### 参加自動車メーカー
- BMW
- アウディ
- アストンマーティン
- アルファロメオ
- シボレー
- シトロエン
- ジャガー
- スズキ
- スバル
- ダッジ
- トヨタ（レクサス含む）
- 日産
- ヒュンダイ（ジェネシス含む）
- フェラーリ
- フォルクスワーゲン
- フォード
- プジョー
- ホンダ
- ポルシェ
- マクラーレン
- マツダ
- 三菱自動車
- メルセデスAMG
- ランボルギーニ
- ルノー

## 大会結果

### 年間王者
| 年   | TOYOTA GAZOO Racing GT Cup | ネイションズカップ                              | マニュファクチャラーズカップ                                  | 備考                                                                            |
| ---- | -------------------------- | ----------------------------------------------- | ------------------------------------------------------------- | ------------------------------------------------------------------------------- |
| 2018 | 非開催                     | イゴール・フラガ                                | レクサス 川上奏 タイレル・メドウズ ビンセント・リガード       |                                                                                 |
| 2019 | ミカエル・ヒザル           | ミカエル・ヒザル                                | トヨタ ライアン・デルッシュ イゴール・フラガ 山中智瑛         | 第5戦・東京大会は東京モーターショー2019のサテライトイベントを兼ねて開催         |
| 2020 | 宮園拓真                   | 宮園拓真                                        | スバル ミカエル・ヒザル 宮園拓真 ダニエル・ソリス             |                                                                                 |
| 2021 | 山中智瑛                   | ヴァレリオ・ガロ                                | トヨタ イゴール・フラガ コケ・ロペス 山中智瑛                 |                                                                                 |
| 2022 | イゴール・フラガ           | コケ・ロペス                                    | スバル キリアン・ドルモン 宮園拓真 ダニエル・ソリス           |                                                                                 |
| 2023 | ポル・ウラ                 | スペイン ポル・ウラ コケ・ロペス ホセ・セラーノ | 日産 国分諒汰 メヒディ・ハフィディ マテオ・エステベス         | 本年のみネイションズカップも国別団体戦                                          |
| 2024 | ホセ・セラーノ             | 宮園拓真                                        | Lexus イゴール・フラガ 川上奏 コケ・ロペス ハラルド・ワルセン | I.フラガのSUPER GT第5戦代替戦との日程重複に伴い、最終戦のみH.ワルセンが代打出場 |

### 大会別成績
| 年     | 使用ソフト            | 大会                                                                                   | 開催地                                                    | 開催日                 | ネイションズカップ                                                     | マニュファクチャラーズカップ                                                         | 備考                 |
| ------ | --------------------- | -------------------------------------------------------------------------------------- | --------------------------------------------------------- | ---------------------- | ---------------------------------------------------------------------- | ------------------------------------------------------------------------------------ | -------------------- |
| 2018年 | グランツーリスモSPORT | World Tour 2018 - Nürburgring                                                          | ドイツ, ニュルブルク                                      | 5月10日～13日          | Italy ジョルジョ・マンガーノ                                           | BMW アンソニー・デュヴァル フィリップ・ニコライ マシュー・トーマス                   | [ 16 ]               |
| 2018年 | グランツーリスモSPORT | World Tour 2018 - Red Bull Hangar-7                                                    | オーストリア, ザルツブルグ ハンガー7                      | 9月22日                | Hungary パトリック・ブラザン アダム・タペイ ベンジャミン・ヘンセイ     | Nissan ミカエル・ヒザル アンドリュー・マッケイブ                                     | [ 17 ]               |
| 2018年 | グランツーリスモSPORT | Nations Cup Asia/Oceania Final 2018 （東京モーターフェス2018）                         | 東京都江東区青海 MEGA WEB                                 | 10月6日～7日           | Japan 国分諒汰                                                         | 非開催                                                                               | [ 18 ]               |
| 2018年 | グランツーリスモSPORT | Nations Cup European Final 2018                                                        | スペイン, マドリード                                      | 10月19日～20日         | Germany ミカエル・ヒザル                                               | 非開催                                                                               | [ 19 ]               |
| 2018年 | グランツーリスモSPORT | Nations Cup Americas Final 2018                                                        | ネバダ州, ラスベガス                                      | 10月31日               | Brazil イゴール・フラガ                                                | 非開催                                                                               | [ 20 ]               |
| 2018年 | グランツーリスモSPORT | World Finals 2018                                                                      | モナコ, モンテカルロ                                      | 11月16日～18日         | Brazil イゴール・フラガ                                                | Lexus 川上奏 タイレル・メドウズ ビンセント・リガード                                 | [ 21 ] [ 22 ]        |
| 2019年 | グランツーリスモSPORT | World Tour 2019 - Paris                                                                | フランス, パリ                                            | 16-17 March            | Chile ニコラス・ルビラー                                               | Aston Martin Thomas Compton-McPherson 今井慶春 Christopher Marcell                   | [ 23 ]               |
| 2019年 | グランツーリスモSPORT | World Tour 2019 - Nürburgring （2019 ニュルブルクリンク24時間レース サポートイベント） | ドイツ, ニュルブルク ニュルブルクリンク特設会場           | 21-22 June             | Brazil イゴール・フラガ                                                | Toyota サイモン・ビショップ リック・ケベルハム 山中智瑛                              | [ 24 ]               |
| 2019年 | グランツーリスモSPORT | World Tour 2019 - New York                                                             | ニューヨーク州, ニューヨーク市                            | 24-25 August           | Brazil イゴール・フラガ                                                | Mercedes-AMG アンソニー・フェリックス コディ・ニコラ・ラトコフスキー Bernal Valverde | [ 25 ]               |
| 2019年 | グランツーリスモSPORT | World Tour 2019 - Red Bull Hangar-7                                                    | オーストリア, ザルツブルグ ハンガー7                      | 13-14 September        | Germany ミカエル・ヒザル                                               | Mercedes-AMG アンソニー・フェリックス Tom Lartilleux コディ・ニコラ・ラトコフスキー  | [ 26 ]               |
| 2019年 | グランツーリスモSPORT | World Tour 2019 - Tokyo （東京モーターショー2019サテライトイベント）                   | 東京都江東区青海 MEGA WEB                                 | 26-27 October          | Japan 国分諒汰                                                         | Porsche トリスタン・ベイリス アンゲル・イノストローザ マット・シモンズ               | [ 29 ]               |
| 2019年 | グランツーリスモSPORT | World Finals 2019                                                                      | モナコ, モンテカルロ                                      | 22-24 November         | Germany ミカエル・ヒザル                                               | Toyota ライアン・デルッシュ イゴール・フラガ 山中智瑛                                | [ 30 ] [ 31 ]        |
| 2020   | グランツーリスモSPORT | World Tour 2020 - Sydney                                                               | オーストラリア, シドニー                                  | 15-16 February         | Japan 宮園拓真                                                         | BMW ランドール・ヘイウッド コケ・ロペス ニコラス・ルビラー                           | [ 32 ]               |
| 2020   | グランツーリスモSPORT | World Tour 2020 - Nürburgring                                                          | ドイツ, ニュルブルク                                      | 22-23 May              | 新型コロナウイルス感染拡大の為、これ以降予定されていた大会含め全て中止 | 新型コロナウイルス感染拡大の為、これ以降予定されていた大会含め全て中止               | [ 33 ]               |
| 2020   | グランツーリスモSPORT | Nations Cup EMEA Regional Final 2020                                                   | オンライン開催                                            | 22 November            | Spain コケ・ロペス                                                     | 非開催                                                                               | [ 34 ]               |
| 2020   | グランツーリスモSPORT | Nations Cup Americas Regional Final 2020                                               | オンライン開催                                            | 29 November            | Brazil アドリアーノ・カラッツァ                                        | 非開催                                                                               | [ 35 ]               |
| 2020   | グランツーリスモSPORT | Nations Cup Asia-Oceania Regional Final 2020                                           | オンライン開催                                            | 6 December             | Japan 宮園拓真                                                         | 非開催                                                                               | [ 36 ]               |
| 2020   | グランツーリスモSPORT | World Finals 2020                                                                      | オンライン開催                                            | 19-20 December         | Japan 宮園拓真                                                         | Subaru ミカエル・ヒザル 宮園拓真 ダニエル・ソリス                                    | [ 37 ] [ 38 ]        |
| 2021   | グランツーリスモSPORT | World Series 2021 Round 1                                                              | オンライン開催                                            | 6 June                 | Italy ヴァレリオ・ガロ                                                 | Porsche アンゲル・イノストローザ                                                     | [ 39 ]               |
| 2021   | グランツーリスモSPORT | World Series 2021 Round 2                                                              | オンライン開催                                            | 11 July                | Hungary パトリック・ブラザン                                           | Subaru 宮園拓真                                                                      | [ 40 ]               |
| 2021   | グランツーリスモSPORT | World Series 2021 Showdown                                                             | オンライン開催                                            | 21-22 August           | Japan 国分諒汰                                                         | Toyota イゴール・フラガ コケ・ロペス 山中智瑛                                        | [ 41 ] [ 42 ]        |
| 2021   | グランツーリスモSPORT | World Series 2021 Round 3                                                              | オンライン開催                                            | 3 October              | Italy ヴァレリオ・ガロ                                                 | Porsche ホセ・セラーノ                                                               | [ 43 ]               |
| 2021   | グランツーリスモSPORT | World Series 2021 Round 4                                                              | オンライン開催                                            | 14 November            | Italy ヴァレリオ・ガロ                                                 | Toyota イゴール・フラガ                                                              | [ 44 ]               |
| 2021   | グランツーリスモSPORT | World Finals 2021                                                                      | オンライン開催                                            | 3-5 December           | Italy ヴァレリオ・ガロ                                                 | Toyota イゴール・フラガ コケ・ロペス 山中智瑛                                        | [ 45 ] [ 46 ]        |
| 2022   | グランツーリスモ7     | World Series 2022 Round 1                                                              | オンライン開催                                            | 23-24 July             | Brazil ルーカス・ボネリ                                                | Subaru 宮園拓真                                                                      | [ 47 ]               |
| 2022   | グランツーリスモ7     | World Series 2022 Showdown                                                             | オーストリア, ザルツブルグ                                | 30-31 July             | France キリアン・ドルモン                                              | Subaru キリアン・ドルモン 宮園拓真 ダニエル・ソリス                                  | [ 48 ] [ 49 ] [ 50 ] |
| 2022   | グランツーリスモ7     | World Series 2022 Round 2                                                              | オンライン開催                                            | 25 September 9 October | Chile アンゲル・イノストローザ                                         | Toyota イゴール・フラガ                                                              | [ 51 ] [ 52 ]        |
| 2022   | グランツーリスモ7     | World Series 2022 Round 3                                                              | オンライン開催                                            | 6 November 13 November | Spain ホセ・セラーノ                                                   | Toyota 国分諒汰                                                                      | [ 53 ] [ 54 ]        |
| 2022   | グランツーリスモ7     | World Finals 2022                                                                      | モナコ, モンテカルロ                                      | 25-27 November         | Spain コケ・ロペス                                                     | Subaru キリアン・ドルモン 宮園拓真 ダニエル・ソリス                                  | [ 55 ] [ 56 ] [ 57 ] |
| 2023   | グランツーリスモ7     | World Series 2023 Showdown                                                             | オランダ, アムステルダム                                  | 11-12 August           | Spain ポル・ウラ コケ・ロペス ホセ・セラーノ                           | Porsche アンゲル・イノストローザ 佐々木拓眞 ホセ・セラーノ                           | [ 58 ] [ 59 ]        |
| 2023   | グランツーリスモ7     | World Finals 2023                                                                      | スペイン, バルセロナ                                      | 1-3 December           | Spain ポル・ウラ コケ・ロペス ホセ・セラーノ                           | Nissan マテオ・エステベス メヒディ・ハフィディ 国分諒汰                              | [ 58 ]               |
| 2024   | グランツーリスモ7     | World Series 2024 Round 1                                                              | カナダ, モントリオール                                    | 6 July                 | Japan 宮園拓真                                                         | Lexus イゴール・フラガ                                                               | [ 60 ]               |
| 2024   | グランツーリスモ7     | World Series 2024 Round 2                                                              | チェコ, プラハ                                            | 10 August              | Italy ヴァレリオ・ガロ                                                 | Ferrari モハメド・バディーマ                                                         | [ 60 ]               |
| 2024   | グランツーリスモ7     | World Series 2024 Round 3                                                              | 東京都新宿区歌舞伎町 東急歌舞伎町タワー THEATER MILANO-Za | 28 September           | France キリアン・ドルモン                                              | Lexus 川上奏                                                                         | [ 60 ]               |
| 2024   | グランツーリスモ7     | World Finals 2024                                                                      | オランダ, アムステルダム                                  | 6-8 December           | Japan 宮園拓真                                                         | BMW カレン・ローチ トーマス・ラブトレー 鈴木聖弥                                     | [ 60 ]               |
| 2025   | グランツーリスモ7     | World Series 2025 Round 1                                                              | イギリス, ロンドン BBC TVスタジオ                         | 6月7日                 | Spain ホセ・セラーノ                                                   | SUBARU 宮園拓真                                                                      | [ 62 ]               |
| 2025   | グランツーリスモ7     | World Series 2025 Round 2                                                              | ドイツ, ベルリン ヴェルティミュージックホール             | 9月20日                |                                                                        |                                                                                      | [ 62 ]               |
| 2025   | グランツーリスモ7     | World Series 2025 Round 3                                                              | カリフォルニア州ロサンゼルス オルフェウムシアター         | 11月8日                |                                                                        |                                                                                      | [ 62 ]               |
| 2025   | グランツーリスモ7     | World Finals 2025 （JAPAN MOBILITY SHOW 福岡2025 併催イベント）                        | 福岡県福岡市博多区 福岡国際会議場                         | 12月20日・21日         |                                                                        |                                                                                      | [ 62 ] [ 64 ]        |

### 2024年大会

#### マニュファクチャラーズカップ
- 第3戦までは各大会開催地区よりオンライン予選ランキング1位の各チーム1名ずつ参戦。最終戦は全員参加[65]。
  - 第1戦 カナダ：北米・中南米地区より
  - 第2戦 チェコ：欧州・中東・アフリカ地域より
  - 第3戦 新宿：アジア・オセアニア地区より
  - 最終戦 オランダ：原則全員参加　欠場の場合は当該選手の所属地区ランキング2位の選手が代打出場

| マニュファクチャラー | 第1戦 カナダ             | 第1戦 カナダ   | 第2戦 チェコ           | 第2戦 チェコ | 第3戦 東京・新宿 | 第3戦 東京・新宿 | 最終戦 オランダ リザーブ選手 | 最終戦 オランダ リザーブ選手 | 備考                                            |
| マニュファクチャラー | 選手名                   | 国籍 出身地    | 選手名                 | 国籍 出身地  | 選手名           | 国籍 出身地      | 選手名                       | 国籍 出身地                  | 備考                                            |
| -------------------- | ------------------------ | -------------- | ---------------------- | ------------ | ---------------- | ---------------- | ---------------------------- | ---------------------------- | ----------------------------------------------- |
| ポルシェ             | 佐々木拓眞               | 滋賀県         | ベンジャミン・ヘンセイ | ハンガリー   | アーサー・モッソ | ブラジル         |                              |                              | A.モッソのビザの関係で第3戦と参戦順入れ替え     |
| SUBARU               | アンゲル・イノストローザ | チリ           | キリアン・ドルモン     | フランス     | 宮園拓真         | 兵庫県           |                              |                              |                                                 |
| マツダ               | ロベルト・ヘック         | アメリカ合衆国 | ポル・ウラ             | スペイン     | 国分諒汰         | 福島県           |                              |                              |                                                 |
| メルセデスAMG        | ガイ・バーバラ           | オーストラリア | ダニエル・フェントン   | イギリス     | ルーカス・ボネリ | ブラジル         |                              |                              | L.ボネリのビザの関係で第3戦と参戦順入れ替え     |
| シボレー             | ドノバン・パーカー       | アメリカ合衆国 | ライアン・デルッシュ   | フランス     | 後藤優介         | 岐阜県           | アントニオ・サントス         | フランス                     | R.デルッシュの最終戦欠場に伴う代打              |
| BMW                  | カレン・ローチ           | アメリカ合衆国 | トーマス・ラブトレー   | フランス     | 鈴木聖弥         | 福島県           |                              |                              |                                                 |
| アウディ             | ニコラス・アリアガーダ   | チリ           | ダニエル・ペンコ       | スペイン     | 佐藤彰太         | 三重県           | 久万田崚                     | 神奈川県                     | 佐藤彰太の最終戦欠場に伴う代打                  |
| トヨタ               | アドリアーノ・カラッツァ | ブラジル       | ホセ・セラーノ         | スペイン     | 山中智瑛         | 栃木県           |                              |                              |                                                 |
| フェラーリ           | アロンソ・レガラード     | カナダ         | モハメド・バディーマ   | イギリス     | 橋間隼           | 千葉県           |                              |                              |                                                 |
| ホンダ               | ヴァレリオ・ガロ         | イタリア       | マテオ・エステベス     | アルゼンチン | 鍋谷奏輝         | 埼玉県           |                              |                              | M.エステベスのビザの関係で第2戦と参戦順入れ替え |
| レクサス             | イゴール・フラガ         | ブラジル       | コケ・ロペス           | スペイン     | 川上奏           | 愛知県           | ハラルド・ワルセン           | チリ                         | I.フラガのSUPER GT第5戦代替戦出場に伴う代打。   |
| ジェネシス           | ディーン・ヘルト         | アメリカ合衆国 | ニコラス・ロメロ       | スペイン     | 佐々木唯人       | 東京都           |                              |                              |                                                 |

#### TOYOTA GAZOO Racing GT Cup 決勝大会
- 他2種目とは異なり、ワールドファイナルのみの開催となる。
- アジア地区のみ18歳以下のプレイヤーの参戦が認められ、2024年は林龍之介（17歳）、石野弘貴（14歳）が日本代表として参戦している。

| 選考地区                 | 選手名                         | 国籍または出身地 | 備考                                          |
| ------------------------ | ------------------------------ | ---------------- | --------------------------------------------- |
| 欧州・中東・アフリカ地区 | ホセ・セラーノ                 | スペイン         |                                               |
| 欧州・中東・アフリカ地区 | バティスト・ボボア             | フランス         |                                               |
| 欧州・中東・アフリカ地区 | ダニエレ・アルンニ             | イタリア         |                                               |
| 欧州・中東・アフリカ地区 | アレックス・ロペス・ムリーリョ | スペイン         |                                               |
| 欧州・中東・アフリカ地区 | アントニオ・サントス           | フランス         |                                               |
| 欧州・中東・アフリカ地区 | ポル・ウラ                     | スペイン         | TGR GT Cup 2023 優勝                          |
| 欧州・中東・アフリカ地区 | マルコ・ブスネリ               | イタリア         |                                               |
| 欧州・中東・アフリカ地区 | コケ・ロペス                   | スペイン         | TGR GT Cup 2023 3位                           |
| 欧州・中東・アフリカ地区 | アダム・タペイ                 | ハンガリー       |                                               |
| 北米地区                 | トレント・ジェフリー           | カナダ           |                                               |
| 北米地区                 | ランドール・ヘイウッド         | アメリカ合衆国   |                                               |
| 北米地区                 | ケビン・パウンダー             | アメリカ合衆国   |                                               |
| 中南米地区               | ルーカス・ボネリ               | ブラジル         |                                               |
| 中南米地区               | ロベルト・スターンバーグ       | ブラジル         |                                               |
| 中南米地区               | アドリアーノ・カラッツァ       | ブラジル         |                                               |
| アジア地区               | 林龍之介                       | 日本（東京都）   | BRIDGESTONE GT タイムトライアル U17 2023 3位  |
| アジア地区               | 佐々木拓眞                     | 日本（滋賀県）   | TGR GT Cup 2022 3位                           |
| アジア地区               | 国分諒汰                       | 日本（福島県）   | TGR GT Cup 2023 準優勝                        |
| アジア地区               | 石野弘貴                       | 日本（兵庫県）   | BRIDGESTONE GT タイムトライアル U17 2023 優勝 |
| オセアニア地区           | ガイ・バーバラ                 | オーストラリア   |                                               |
| オセアニア地区           | ジョシュア・ストルイク         | オーストラリア   |                                               |
| TGR枠                    | タージ・アイマン               | マレーシア       | TGR GT Cup Asia 2024 優勝                     |
| TGR枠                    | アンディカ・ラマ・マウラナ     | インドネシア     | TGR GT Cup Asia 2024 準優勝                   |
| TGR枠                    | カール・エチェメジアン         | レバノン         |                                               |

#### ネイションズカップ
| 選考地区                 | 選手名                   | 国籍または出身地 |
| ------------------------ | ------------------------ | ---------------- |
| 欧州・中東・アフリカ地区 | ホセ・セラーノ           | スペイン         |
| 欧州・中東・アフリカ地区 | ヴァレリオ・ガロ         | イタリア         |
| 欧州・中東・アフリカ地区 | カイ・デ・ブラン         | オランダ         |
| 欧州・中東・アフリカ地区 | キリアン・ドルモン       | フランス         |
| 欧州・中東・アフリカ地区 | コケ・ロペス             | スペイン         |
| 北米地区                 | カレン・ローチ           | アメリカ合衆国   |
| 北米地区                 | ロベルト・ヘック         | アメリカ合衆国   |
| 中南米地区               | アドリアーノ・カラッツァ | ブラジル         |
| 中南米地区               | アンゲル・イノストローザ | チリ             |
| アジア地区               | 宮園拓真                 | 日本（兵庫県）   |
| アジア地区               | 佐々木拓眞               | 日本（滋賀県）   |
| オセアニア地区           | ガイ・バーバラ           | オーストラリア   |

### 2025年大会

#### マニュファクチャラーズカップ
- 第3戦まではオンライン予選ランキング1位の各チーム1名ずつ参戦。最終戦は全員参加の団体戦[72]。
  - 第1戦 ロンドン：アジア・オセアニア地区より
  - 第2戦 ベルリン：欧州・中東・アフリカ地域より
  - 第3戦 ロサンゼルス：北米・中南米地区より
  - 最終戦 福岡：原則全員参加

出場選手（太文字はライブイベント初出場）
| マニュファクチャラー | 第1戦 ロンドン | 第1戦 ロンドン | 第2戦 ベルリン         | 第2戦 ベルリン | 第3戦 ロサンゼルス         | 第3戦 ロサンゼルス | 最終戦 福岡 リザーブ選手 | 最終戦 福岡 リザーブ選手 | 備考                                                  |
| マニュファクチャラー | 選手名         | 国籍 出身地    | 選手名                 | 国籍 出身地    | 選手名                     | 国籍 出身地        | 選手名                   | 国籍 出身地              | 備考                                                  |
| -------------------- | -------------- | -------------- | ---------------------- | -------------- | -------------------------- | ------------------ | ------------------------ | ------------------------ | ----------------------------------------------------- |
| BMW                  | 鈴木聖弥       | 日本（福島県） | トーマス・ラブトレー   | フランス       | ランドール・ヘイウッド     | アメリカ合衆国     |                          |                          |                                                       |
| メルセデスAMG        | 佐々木虎士郎   | 日本（東京都） | ノア・ラヌーザ         | フランス       | ルーカス・ボネリ           | ブラジル           |                          |                          |                                                       |
| ランボルギーニ       | 後藤優介       | 日本（岐阜県） | ナイフ・アルファレ     | サウジアラビア | サイモン・ローゼンバーガー | アメリカ合衆国     |                          |                          |                                                       |
| レクサス             | 川上奏         | 日本（愛知県） | ジョルジョ・マンガーノ | イタリア       | ハラルド・ワルセン         | チリ               |                          |                          |                                                       |
| ポルシェ             | 佐藤彰太       | 日本（三重県） | ホセ・セラーノ         | スペイン       | アンゲル・イノストローザ   | チリ               |                          |                          |                                                       |
| トヨタ               | 森本健太       | 日本（熊本県） | カイ・デ・ブラン       | オランダ       | アドリアーノ・カラッツァ   | ブラジル           |                          |                          |                                                       |
| 日産                 | 奥本博志       | 日本（徳島県） | ミコワイ・セジャク     | ポーランド     | セルソ・フィリオ           | ブラジル           |                          |                          |                                                       |
| マツダ               | 国分諒汰       | 日本（福島県） | ポル・ウラ             | スペイン       | サミュエル・カーディナル   | カナダ             |                          |                          |                                                       |
| フェラーリ           | 橋間隼         | 日本（千葉県） | ジュアン・ジーザス     | ポルトガル     | ドノバン・パーカー         | アメリカ合衆国     |                          |                          |                                                       |
| マクラーレン         | 鎌田智暉       | 日本（兵庫県） | ジェイ・マーフィー     | アイルランド   | アーサー・モッソ           | ブラジル           | 山本英弥                 | 日本（奈良県）           | 山本の日程の都合によりロンドンでは地区2位の鎌田が代打 |
| ホンダ               | 辻村亮介       | 日本（愛知県） | ヴァレリオ・ガロ       | イタリア       | トレント・ジェフリー       | カナダ             |                          |                          |                                                       |
| SUBARU               | 宮園拓真       | 日本（兵庫県） | キリアン・ドルモン     | フランス       | ダニエル・ソリス           | アメリカ合衆国     |                          |                          |                                                       |

#### ネイションズカップ
| 選考地区                 | 選手名                   | 国籍または出身地 | 備考         |
| ------------------------ | ------------------------ | ---------------- | ------------ |
| シード選手               | 宮園拓真                 | 日本（兵庫県）   | 前年年間優勝 |
| シード選手               | キリアン・ドルモン       | フランス         | 前年年間2位  |
| シード選手               | ホセ・セラーノ           | スペイン         | 前年年間3位  |
| 欧州・中東・アフリカ地区 | トーマス・ラブトレー     | フランス         |              |
| 欧州・中東・アフリカ地区 | ヴァレリオ・ガロ         | イタリア         |              |
| 欧州・中東・アフリカ地区 | ポル・ウラ               | スペイン         |              |
| 欧州・中東・アフリカ地区 | カイ・デ・ブラン         | オランダ         |              |
| 北米地区                 | サミュエル・カーディナル | カナダ           | 初出場       |
| 中南米地区               | アドリアーノ・カラッツァ | ブラジル         |              |
| 中南米地区               | アンゲル・イノストローザ | チリ             |              |
| アジア地区               | 佐々木拓眞               | 日本（滋賀県）   |              |
| オセアニア地区           | ガイ・バーバラ           | オーストラリア   |              |